# Unione Sportiva Arsenale Messina 1948-1949
Questa voce raccoglie le informazioni che riguardano l'Unione Sportiva Arsenale Messina nelle competizioni ufficiali della stagione 1948-1949.

## Rosa
| N. |                   | Ruolo | Calciatore      |
| -- | ----------------- | ----- | --------------- |
|    | Italia (bandiera) | C     | M. Borgia       |
|    | Italia (bandiera) | C     | Filippo Caprì   |
|    | Italia (bandiera) | A     | Gino Cereseto   |
|    | Italia (bandiera) | C     | P. Della Rosa   |
|    | Italia (bandiera) | A     | Dante Di Maso   |
|    | Italia (bandiera) | A     | Luciano Foscolo |
|    | Italia (bandiera) | C     | Angelo Foti     |
|    | Italia (bandiera) | P     | Giuseppe Freni  |

| N. |                   | Ruolo | Calciatore        |
| -- | ----------------- | ----- | ----------------- |
|    | Italia (bandiera) | C     | Gregorio Fucà     |
|    | Italia (bandiera) | A     | Nicola Gennaro    |
|    | Italia (bandiera) | C     | Nicola Gregorio   |
|    | Italia (bandiera) | D     | Francesco Lanza   |
|    | Italia (bandiera) | A     | Francesco Mamone  |
|    | Italia (bandiera) | D     | Arturo Morano     |
|    | Italia (bandiera) | C     | Ottavio Terranova |